# Tjarnabyggð
Tjarnabyggð ist eine Siedlung im Süden von Island.
Sie liegt westlich vom Eyrarbakkavegur  zwischen Selfoss und Eyrarbakki.
Die Siedlung wurde um 2006 für wesentlich mehr Häuser geplant, als inzwischen erbaut wurden.
Tjarnabyggð gehört zu der Gemeinde Árborg und hat 157 Einwohner (Stand 1. Januar 2023).